# Бабак степовий
Бабак степовий, або байба́к, або степовий сурок (Marmota bobak) — вид гризунів роду бабаків (Marmota) родини вивіркових (Sciuridae). Великий гризун з групи мисливських видів — довжина тіла досягає 61 см, вага — 9,3 кг. У 2021 році віднесений до зникаючих видів та внесений до Червоної книги України
Вид вперше систематизував німецький зоолог Філіп Людвіг Статіус Мюллер; типова місцевість лежить на правому березі р. Дніпро в Україні

## Поширення та особливості біології

Бабаки в окол. Герасимівки (Луганщина), поч. літа 2009 року. Фото Михайла Колеснікова

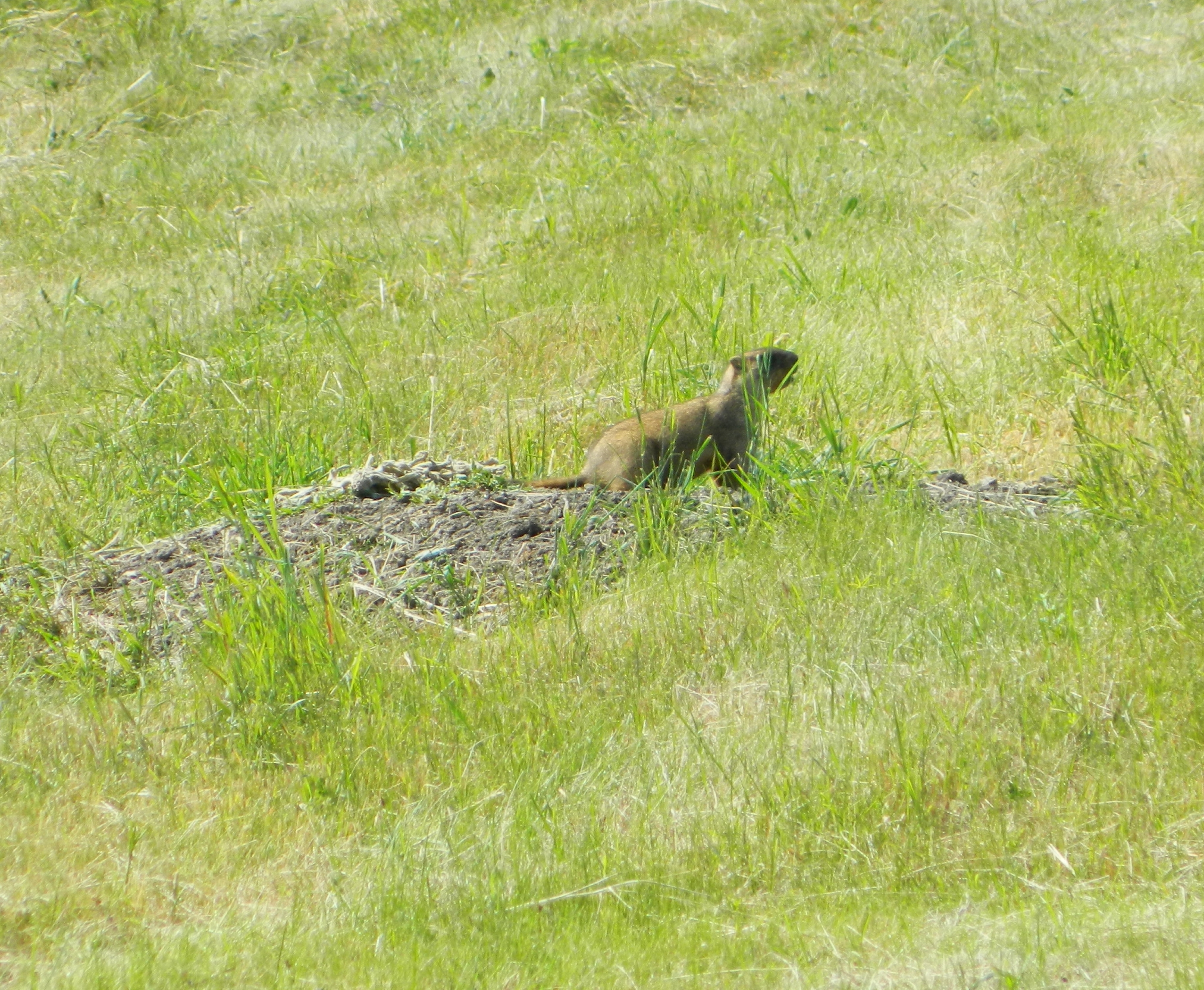
Бабак біля річки Кратова Говтва. Регіональний ландшафтний парк «Диканський»

Живиться степовою рослинністю, живе в норах. Ще у 18—19 століттях був поширений в степовій зоні Європи і Азії. Тепер його ареал представлений окремими клаптями між Сіверським Дінцем та Волгою і далі на схід до Північного Казахстану. В Україні бабаки збереглися у Великобурлуцькому, Валківському та Шевченківському районах на Харківщині, Біловодському та Міловському районах на Луганщині, де існує бабаковий заповідник «Стрілецький степ». У межах Регіонального ландшафтного парку «Диканський» на території загальнозоологічного заказника місцевого значення Фесенкові Горби успішно проводиться акліматизація бабаків.
Від інших бабаків бабака степового легко відрізнити за довжиною хвоста (не більше 15 см) і однотонним піщано-жовтим забарвленням. Завдяки темним кінчикам остевого волосся його спина вкрита темно-бурими або чорними брижами, що згущуються на потилиці і на верхній частині голови. Щоки ясно-рудуваті; під очима бурі або чорні плями. Черево помітно темніше і руде з боків; кінець хвоста темно-бурий. Зустрічаються бабаки-альбіноси. Линяння у бабаків один раз на рік; починається в травні і закінчується (у старих бабаків) до кінця серпня, іноді затягуючись до вересня.

## Чисельність
Чисельність популяцій цього гризуна за останні 50 років зросла з 4 тис. у 1955 р. до 22 тис. у 2005 р. Пік чисельності (91 тис.) відмічений у 1991 році. Його чисельність вважалася стабільною і вид активно промишляли. У 2021 році вид занесено до Червоної книги зі статусом зникаючого.

## Бабак як мисливський звір
Бабак вважався цінним мисливсько-промисловим звіром (використовують хутро, м'ясо, жир). У зв'язку з тим, що існування бабака пов'язане з цілинами і перелогами, збереження його як виду треба здійснювати в заповідниках і припинити браконьєрське винищення, провадити інформаційну роботу серед мисливців.

## Бабак як символ
У Луганській області бабак зажив слави тварини-символу краю. Він зображений на гербах Луганської області і самого Міловського району, а також Луганського природного заповідника НАН України.

Герб Луганської області
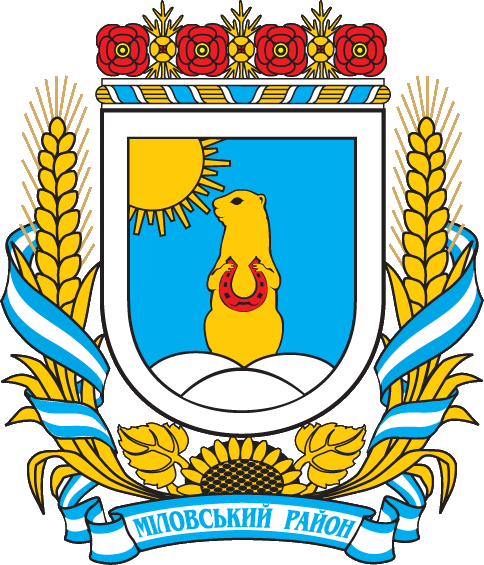
Герб Міловського району
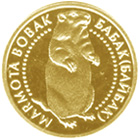
Пам'ятна монета НБУ присвячена бабаку

## Галерея

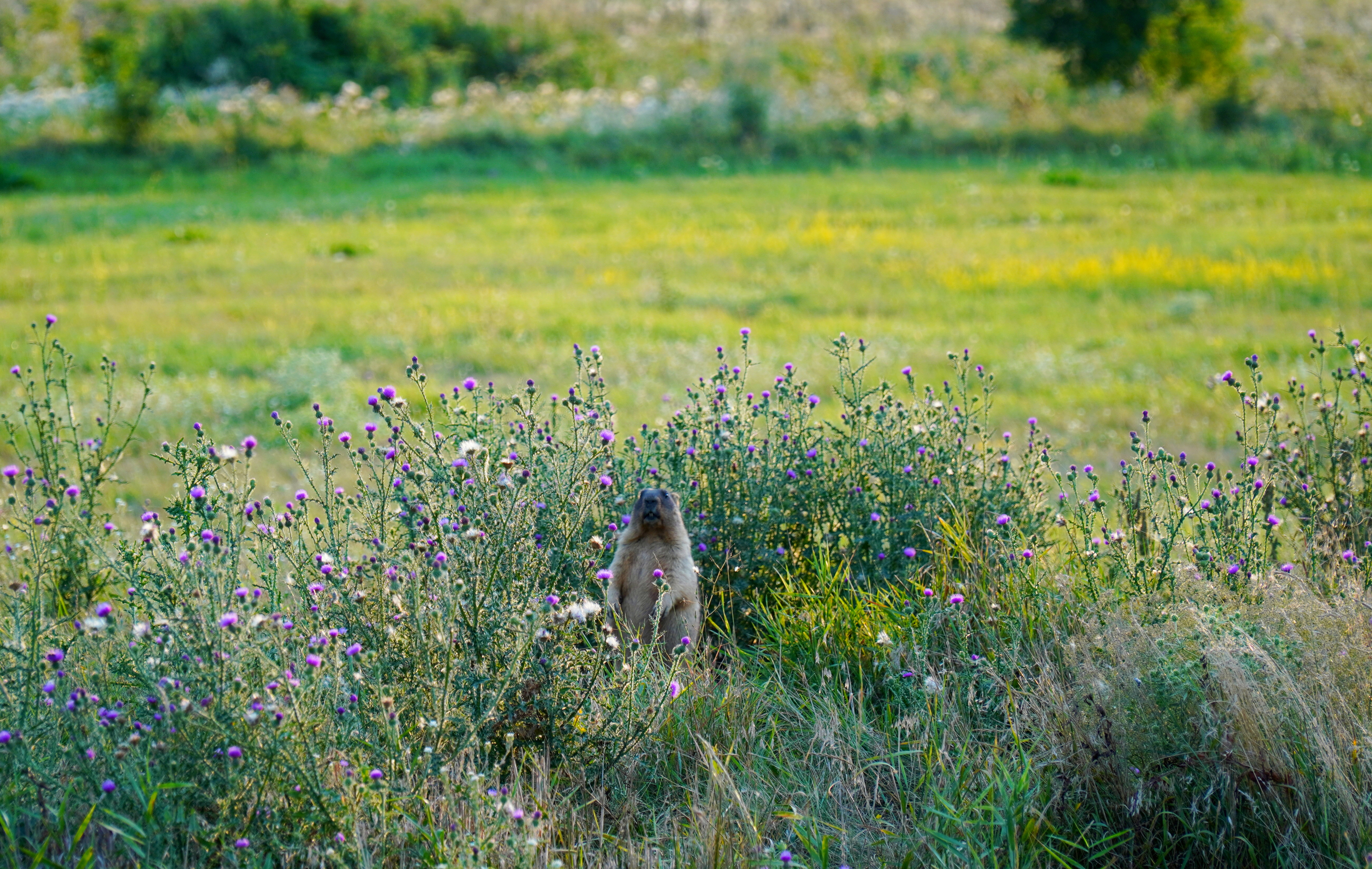
Долина бабаків поблизу Котельви, Україна
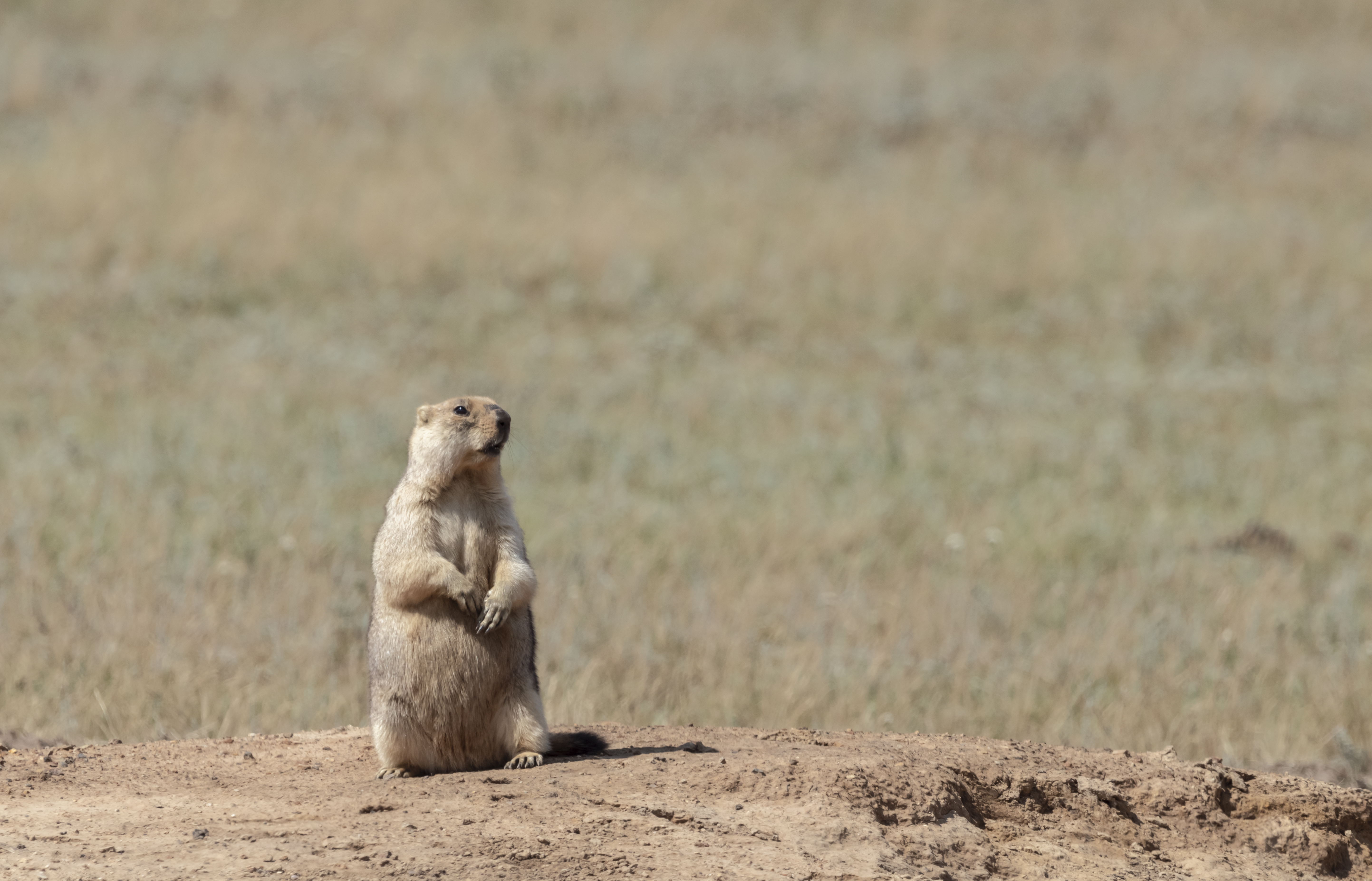
Бабак в казахстанському степу
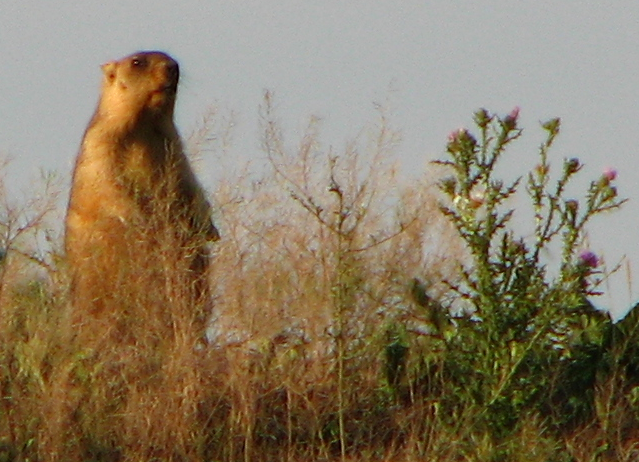
Бабак у донському степу